# House vs. Bůh
House vs. Bůh (v anglickém originále House vs God) je devatenáctá epizoda z druhé řady seriálu Dr. House.

## Děj
Patnáctiletý kluk jménem Boyd tvrdí, že se dokáže spojit s Bohem a léčit tak na smrt nemocné lidi. House tuto jeho schopnost samozřejmě popírá a zesměšňuje. House mu nevěří do doby, než Boyd přijde do kontaktu s Wilsonovou pacientkou, jejíž rakovina pak zázračně ustoupí. Jako vždy se House snaží přijít na reálné vysvětlení chlapcové schopnosti.
V pozadí hlavního děje probíhají konfrontace mezi Cameronovou, která obvinila Foremana z ukradnutí článku. A nechybí Housovy obvyklé poznámky na víru a věřící.